# Il teatro di Bruno Lauzi
Il teatro di Bruno Lauzi è l'ottavo album di Bruno Lauzi, pubblicato nel novembre del 1972.

## Il disco
Pur essendo, come il primo disco dell'album precedente, registrato dal vivo al Teatro Filodrammatici di Milano nell'aprile 1972 il disco contiene canzoni inedite (tranne "La donna cannone", già incisa dal cantautore in precedenza): la maggior parte sono cover di altri autori tradotte da Lauzi, come Georges Moustaki ("Ma liberté" e "Joseph"), Jacques Brel ("Les bonbons", "La java des bombes atomiques", incisa anche da Boris Vian e Serge Reggiani, "Mon enfance") e Pierre Tisserand ("L'homme fossile", che era stata incisa nel 1968 da Serge Reggiani), ma vi sono anche due canzoni tratte dal repertorio di Enzo Jannacci, "Soldato Nencini" e "Ho visto un re".
Tra un brano e l'altro Lauzi intrattiene il pubblico con gag e battute umoristiche.
La copertina del disco è curata da Caesar Monti.
L'album non è mai stato ristampato in CD.

## Tracce
Lato A
1. Oh libertà (testo italiano di Bruno Lauzi; testo originale e musica di Georges Moustaki) - 3'22"
2. Giuseppe (testo italiano di Bruno Lauzi; testo originale e musica di Georges Moustaki) - 3'08"
3. Soldato Nencini (testo e musica di Enzo Jannacci) - 4'22"
4. I bonbons (testo italiano di Bruno Lauzi; testo originale e musica di Jacques Brel) - 6'24"
5. La giava delle bombe atomiche (testo italiano di Bruno Lauzi; testo originale e musica di Boris Vian) - 2'31"

Lato B
1. Maria dell'11 (testo e musica di Bruno Lauzi) - 3'01"
2. La donna cannone (testo e musica di Bruno Lauzi) - 4'37"
3. Un bambino (testo italiano di Bruno Lauzi; testo originale e musica di Jacques Brel) - 3'43"
4. L'uomo fossile (testo italiano di Bruno Lauzi; testo originale e musica di Pierre Tisserand) - 2'34"
5. Ho visto un re (testo di Dario Fo; musica di Omicron) - 4'24"

## Formazione
- Bruno Lauzi - voce, chitarra
- Giorgio Azzolini - basso
- La Bionda - chitarra
- Gianni Zilioli - fisarmonica
- Claudio Fabi - organo Hammond, pianoforte, Fender Rhodes